# حكومة محمد ولد بلال الثالثة
حكومة محمد ولد بلال الثالثة هي الحكومة الثامنة عشرة الحالية للجمهورية الإسلامية الموريتانية. والتي تتولى مهامها منذ 4 يوليو 2023. انها حكومة إئتلاف بين حزيي الإنصاف والاتحاد من أجل الديمقراطية والتقدم، الذي تعد رئيسته الناها منت مكناس العضو الوحيد الذي يمثل الحزب.

## تشكيل الحكومة
| الحقيبة الوزارية                                      | الوزير                       | بداية الفترة | نهاية الفترة | الحزب | الحزب   |
| ----------------------------------------------------- | ---------------------------- | ------------ | ------------ | ----- | ------- |
| الوزير الأول                                          | محمد ولد بلال                | 4 يوليو 2023 | شاغل المنصب  |       | الانصاف |
| وزير العدل                                            | محمد محمود ولد بيه           | 4 يوليو 2023 | شاغل المنصب  |       | الانصاف |
| وزير الشؤون الخارجية والتعاون والموريتانيين في الخارج | محمد سالم ولد مرزوك          | 4 يوليو 2023 | شاغل المنصب  |       | الانصاف |
| وزير الدفاع الوطني                                    | حنن ولد سيدي                 | 4 يوليو 2023 | شاغل المنصب  |       | الانصاف |
| وزير الداخلية واللامركزية                             | محمد أحمد ولد محمد الأمين    | 4 يوليو 2023 | شاغل المنصب  |       | الانصاف |
| وزير الشؤون الإسلامية والتعليم الأصلي                 | الداه ولد سيدي ولد أعمر طالب | 4 يوليو 2023 | شاغل المنصب  |       | الانصاف |
| وزير الاقتصاد والتنمية المستدامة                      | عبد السلام ولد محمد صالح     | 4 يوليو 2023 | شاغل المنصب  |       | الانصاف |
| وزير المالية                                          | إسلمو ولد محمد أمبادي        | 4 يوليو 2023 | شاغل المنصب  |       | الانصاف |
| وزير التهذيب الوطني وإصلاح النظام التعليمي            | المختار ولد داهي             | 4 يوليو 2023 | شاغل المنصب  |       | الانصاف |
| وزيرة الصحة                                           | الناها منت مكناس             | 4 يوليو 2023 | شاغلة المنصب |       | الاتحاد |
| وزير الوظيفة العمومية والعمل                          | سيدي يحيى ولد لمرابط         | 4 يوليو 2023 | شاغل المنصب  |       | الانصاف |
| وزير التحول الرقمي والابتكار وعصرنة الإدارة           | محمد عبد الله ولد لولي       | 4 يوليو 2023 | شاغل المنصب  |       | الانصاف |
| وزير البترول والطاقة والمعادن                         | الناني ولد أشروقه            | 4 يوليو 2023 | شاغل المنصب  |       | الانصاف |
| وزير الصيد والاقتصاد البحري                           | مختار الحسيني لام            | 4 يوليو 2023 | شاغل المنصب  |       | الانصاف |
| وزير الزراعة                                          | أمم ولد بيبات حماه الله      | 4 يوليو 2023 | شاغل المنصب  |       | الانصاف |
| وزير التنمية الحيوانية                                | احمديت ولد الشين             | 4 يوليو 2023 | شاغل المنصب  |       | الانصاف |
| وزير التجارة والصناعة والصناعة التقليدية والسياحة     | لمرابط ولد بناهي             | 4 يوليو 2023 | شاغل المنصب  |       | الانصاف |
| وزيرة التشغيل والتكوين المهني                         | زينب منت أحمدناه             | 4 يوليو 2023 | شاغلة المنصب |       | الانصاف |
| وزير الإسكان والعمران والاستصلاح الترابي              | سيد أحمد ولد محمد            | 4 يوليو 2023 | شاغل المنصب  |       | الانصاف |
| وزير التجهيز والنقل                                   | محمد عالي ولد سيدي محمد      | 4 يوليو 2023 | شاغل المنصب  |       | الانصاف |
| وزير المياه والصرف الصحي                              | إسماعيل ولد عبد الفتاح       | 4 يوليو 2023 | شاغل المنصب  |       | الانصاف |
| وزير التعليم العالي والبحث العلمي                     | أنيانغ مامادو                | 4 يوليو 2023 | شاغل المنصب  |       | الانصاف |
| وزير الثقافة والشباب والرياضة والعلاقات مع البرلمان   | أحمد سيد أحمد أج             | 4 يوليو 2023 | شاغل المنصب  |       | الانصاف |
| وزيرة العمل الاجتماعي والطفولة والأسرة                | صفية منت انتهاه              | 4 يوليو 2023 | شاغلة المنصب |       | الانصاف |
| وزيرة البيئة                                          | لاليا عالي كامرا             | 4 يوليو 2023 | شاغلة المنصب |       | الانصاف |
| وزيرة أمينة عامة للحكومة                              | عيساتا با يحيى               | 4 يوليو 2023 | شاغلة المنصب |       | الانصاف |
| الناطق باسم الحكومة                                   |                              |              |              |       |         |
| الناطق باسم الحكومة                                   | الناني ولد أشروقه            | 4 يوليو 2023 | شاغل المنصب  |       | الانصاف |
| الوزراء المنتدبين                                     |                              |              |              |       |         |
| الوزير المنتدب المكلف بالموريتانيين في الخارج         | محمد يحيى ولد سعيد           | 4 يوليو 2023 | شاغل المنصب  |       | الانصاف |